# Жабриця піскова
Жабриця піскова (Seseli arenarium) — вид квіткових рослин родини окружкових (Apiaceae).

## Біоморфологічна характеристика
Це багаторічна рослина.

## Поширення
Україна, Росія.
В Україні вид зростає у Лісостепу, Степу і Криму.